# Grégoire Chertok
Pour les articles homonymes, voir Chertok.
Grégoire Chertok, né le 6 avril 1966 à Neuilly-sur-Seine (Hauts-de-Seine), est un banquier d’affaires français, spécialiste des fusions-acquisitions, associé-gérant et membre du Comité Exécutif de Rothschild & Cie. Il est également conseiller régional d'Île-de-France depuis 2010 et conseiller de Paris depuis 2014 apparenté Les Républicains (LR).

## Biographie
Grégoire Chertok est le fils du psychiatre Léon Chertok et d’Odette Goldmuntz.

## Études
Diplômé de l’École supérieure des sciences économiques et commerciales (ESSEC) en 1988 et du Centre de formation à l’analyse financière en 1990, Grégoire Chertok obtient un Master of Business Administration (MBA) à l’Institut européen d'administration des affaires en 1993.

## Carrière
Il commence sa carrière en 1988 dans le domaine de la finance à effet de levier, à la succursale de Houston de la Banque de Gestion Privée,.
Il rejoint en 1991 la banque d’affaires Rothschild & Cie en tant que Fondé de pouvoir puis connaît une ascension remarquée en devenant successivement Sous-directeur (1993-1994), Directeur-adjoint (1995-1996) puis Directeur (1997-1998). En 2000, à l'âge de 33 ans, il devient le plus jeune Associé-Gérant de l'histoire de la banque, ce record ne sera battu qu'en 2010 par Emmanuel Macron qui obtient ce titre à 32 ans.
Il est conjointement depuis 2007 membre du Comité Exécutif de Rothschild & Cie et co-chairman du GIBCC (Group Investment Banking Client Committee) depuis 2008.
Il participe notamment à la vente d'Alstom Energie à General Electric en tant que négociateur de Rothschild ce qui lui vaudra une audition devant la commission d'enquête sur la vente d'Alstom dirigée par le député LR Olivier Marleix,.
Considéré comme l’une des figures emblématiques d’une « nouvelle génération de banquiers » (A. Minc) avec Matthieu Pigasse, Grégoire Chertok est chargé de nombreux dossiers comme la prise de participation de Bouygues dans Alstom et la fusion de GDF et de Suez,. En 2013, il participe au projet de fusion Publicis/Omnicom[réf. nécessaire]. Il est négociateur lors de  la vente d'Alstom Energie à General Electric
Ces dossiers lui ont valu d’être classé 4e du Top 5 des banquiers d’affaires les plus actifs d’Europe en 2006 (Mergermarket) et de figurer parmi les « 50 leaders de la planète finance » dans le classement établi par la revue Stratégie Finance Droit.

## Autres
Parallèlement à ses fonctions au sein de Rothschild & Cie et du GIBCC, il est membre du conseil de surveillance de la Fondation pour l'innovation politique (FONDAPOL) depuis 2004, administrateur d’EuropaCorp depuis 2008 et membre du conseil d'administration de la Commission du Film d’Île-de-France depuis 2010.
Il a été auparavant membre du Conseil d'analyse économique auprès du Premier ministre de 2006 à 2010 et administrateur de Poweo de 2005 à 2009.
Grégoire Chertok est également membre de l'Institut Montaigne et du club d'influence Le Siècle.
Emmanuel Macron l’élève au grade d’officier de la Légion d’honneur en 2020.

## Fonctions électives
Adjoint au maire UMP du 16e arrondissement de Paris depuis 2008, chargé de l’urbanisme et de l’architecture, Grégoire Chertok est depuis 2010 conseiller régional d’Île-de-France. Lors des élections municipales de 2014 à Paris, il est élu conseiller de Paris.
Il est également vice-président de la Fédération de Paris du Parti radical valoisien, dont il est membre du comité exécutif national.
Il est réputé proche de Jean-François Copé,.

## Décorations
- Officier de la Légion d'honneur (2020)
- Commandeur de l'ordre national du Mérite (nommé le 15 mai 2025 ; officier du 5 décembre 2012[17])

## Publications
- Le financement des PME, avec Pierre-Alain de Malleray et Philippe Poullety, la Documentation française, 2009
- Mieux gouverner l’entreprise, Institut Montaigne, 2003